# Sant Pere de Monistrol
|  | Per a altres significats, vegeu «Sant Pere de Monistrol (Gaià)». |

Sant Pere de Monistrol és l'església parroquial de Monistrol de Montserrat (Bages), protegida com a bé cultural d'interès local.

## Descripció
És situada al mig del poble. Es tracta d'un edifici de tres naus amb coberta a doble vessant i que té la façana a ponent; aquesta és coronada per un frontó triangular amb les mateixes proporcions que els ràfecs de la teulada, que estan decorats molt austerament amb una doble cornisa. La porta principal és de llinda i està decorada amb uns pilars dòrics que aguanten un frontó triangular, similar al del coronament de la façana; per sobre de la porta hi ha una finestra rodona que il·lumina l'interior. Tot el conjunt és mancat d'ornamentació llevat de l'arrebossat que reprodueix carreus regulars disposats a trencajunt.

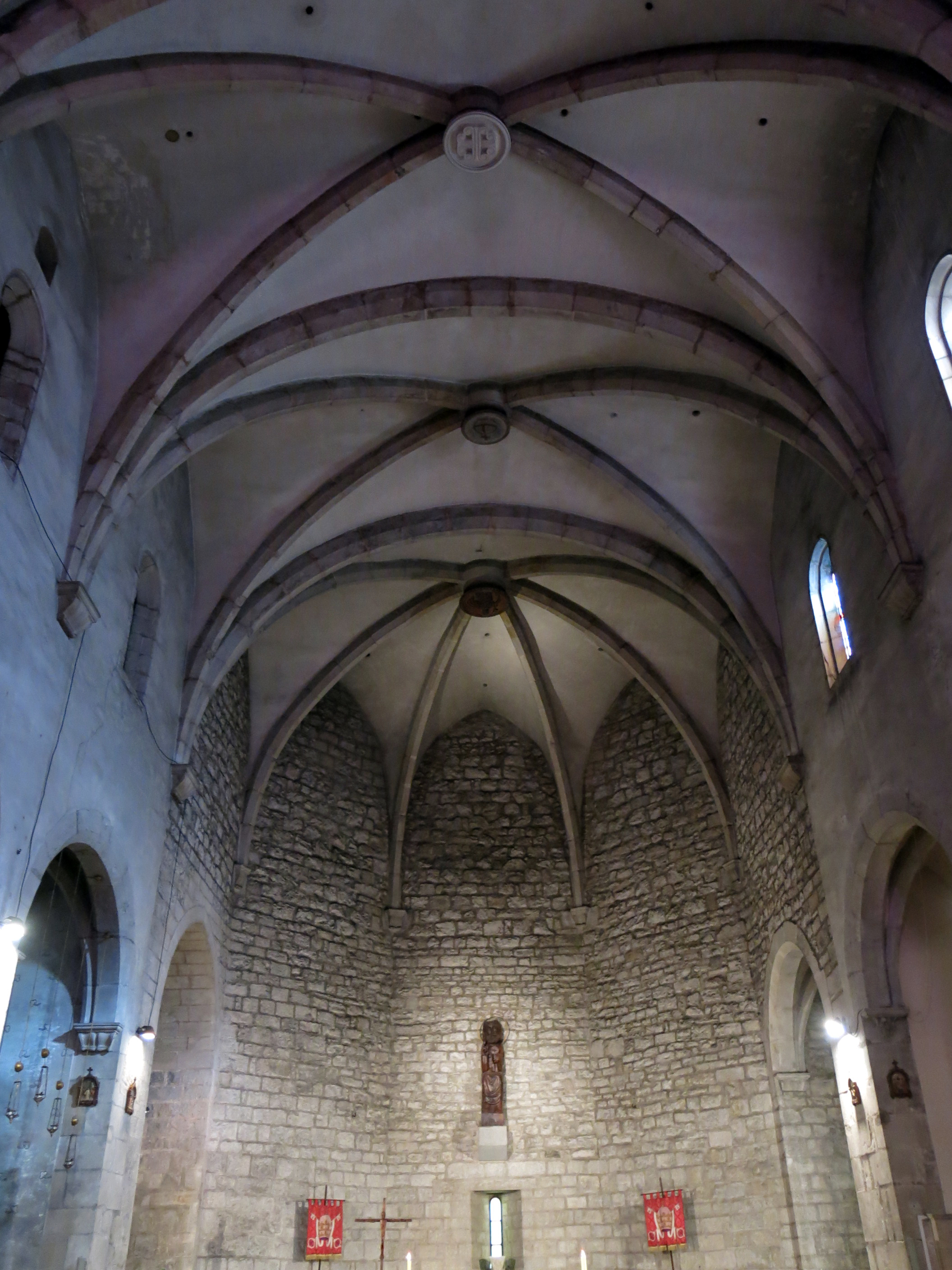
Interior de la nau

Al costat de tramuntana-llevant s'alça un esvelt campanar de planta quadrada rematat per una balustrada.

## Història
L'església parroquial fou construïda durant el Renaixement però la guerra civil de 1936-1939 la va destruir i fou necessari reconstruir-la.
L'any 888, el comte Guifré deixava el conjunt de les esglésies montserratines i el monasteriolum al monestir de Santa Maria de Ripoll; molt probablement, aquest monasteriolum o alguna de les esglésies estava dedicada a Sant Pere i devia ser la primera d'aquest lloc. L'any 932 era dedicada una església a Sant Pere en aquest indret i ben probablement va acollir una comunitat d'ermitans de tradició visigoda. Al segle xiv, l'església de Sant Pere centrava l'antiga vila fortificada de Monistrol. L'edifici fou renovat totalment durant el Renaixement i no conserva cap testimoni de la primera obra romànica, ni tan sols després de la restauració efectuada un cop passada la guerra civil.